# Ione Dorronsoro
Ione Dorronsoro Ceberio (Ataun, Guipúscoa, 1939) és una activista basca, germana d'Unai Dorronsoro i esposa de Javier Izko de la Iglesia. Estudià música i milità a ETA com el seu germà i marit. Detinguda el 1969, fou condemnada a 50 anys de presó en el Procés de Burgos. Empresonada al penal d'Alcalá de Henares, participà en diverses vagues de fam i fou internada dos cops en l'hospital psiquiàtric. El 1977 fou amnistiada i estranyada a Noruega amb el seu marit i germà. Posteriorment milità en l'Euskadiko Mugimendu Komunista (EMK), amb el qual fou candidat a la Junta de la Diputació Foral de Guipúscoa.